# Tremellodendron
Tremellodendron är ett släkte av svampar. Tremellodendron ingår i familjen Sebacinaceae, ordningen Sebacinales, klassen Agaricomycetes, divisionen basidiesvampar och riket svampar.
|                 | Sebacina |
|                 | |
|                 | Ditangium |
|                 | |
| Tremellodendron | \| \| Tremellodendron cuneatum \| \| \| \| \| \| Tremellodendron candicans \| \| \| \| \| \| Tremellodendron cladonia \| \| \| \| \| \| Tremellodendron ocreatum \| \| \| \| |
|                 | \| \| Tremellodendron cuneatum \| \| \| \| \| \| Tremellodendron candicans \| \| \| \| \| \| Tremellodendron cladonia \| \| \| \| \| \| Tremellodendron ocreatum \| \| \| \| |
|                 | Efibulobasidium |
|                 | |
|                 | Tremelloscypha |
|                 | |
|                 | Cristella |
|                 | |
|                 | Craterocolla |
|                 | |
|                 | Tremellostereum |
|                 | |
|                 | Tremellodendron cuneatum |
|                 | |
|                 | Tremellodendron candicans |
|                 | |
|                 | Tremellodendron cladonia |
|                 | |
|                 | Tremellodendron ocreatum |
|                 | |

|  | Tremellodendron cuneatum  |
|  |                           |
|  | Tremellodendron candicans |
|  |                           |
|  | Tremellodendron cladonia  |
|  |                           |
|  | Tremellodendron ocreatum  |
|  |                           |

## Källor

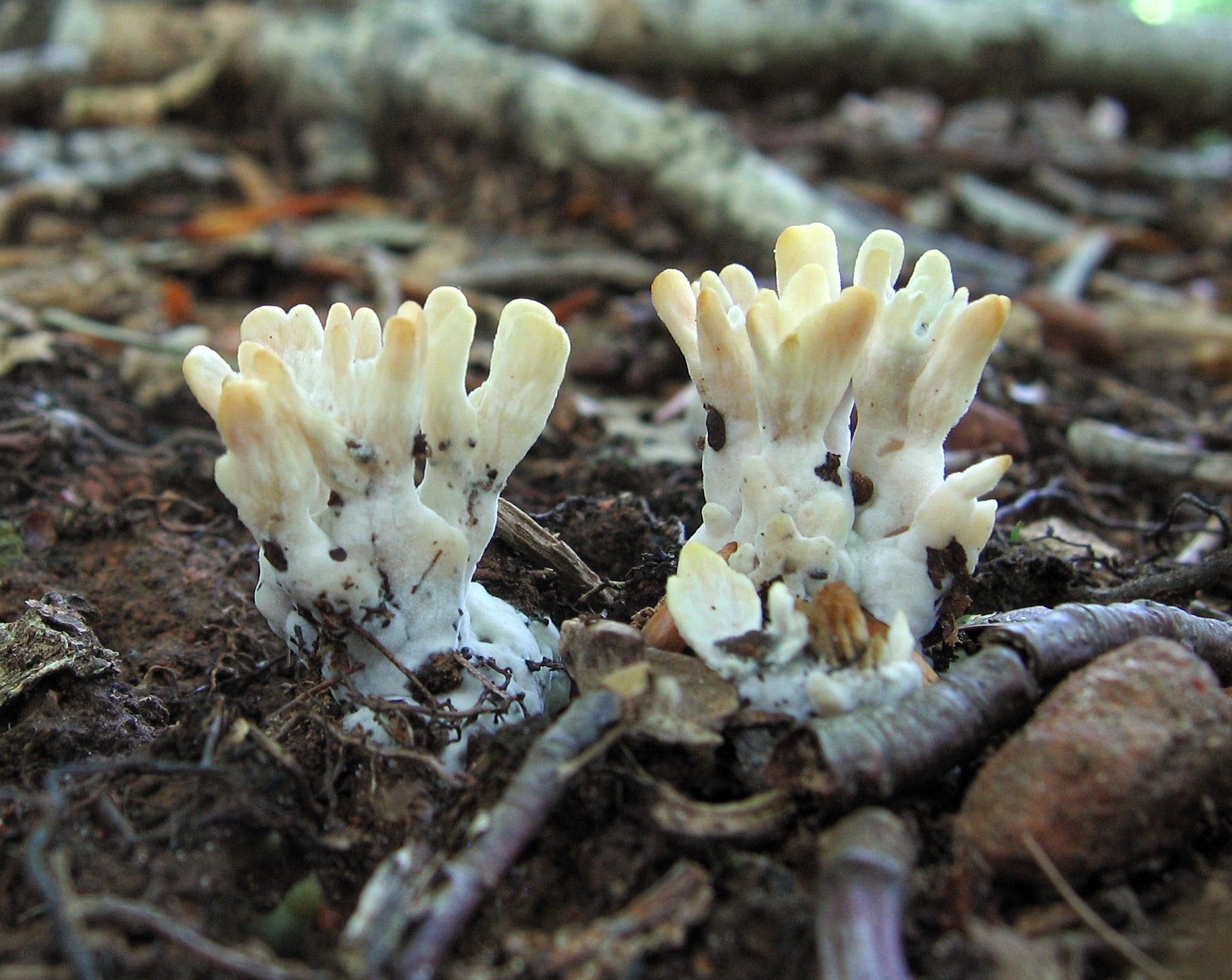
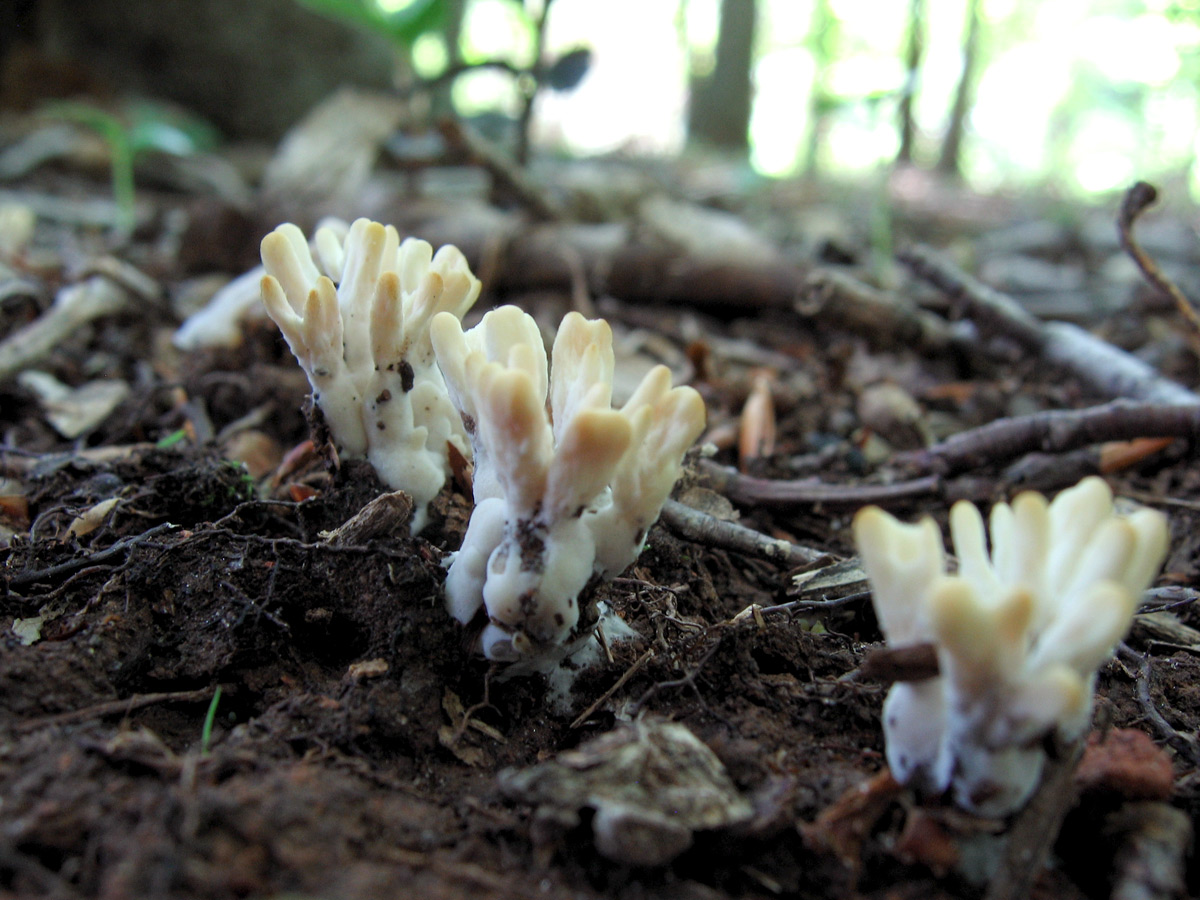
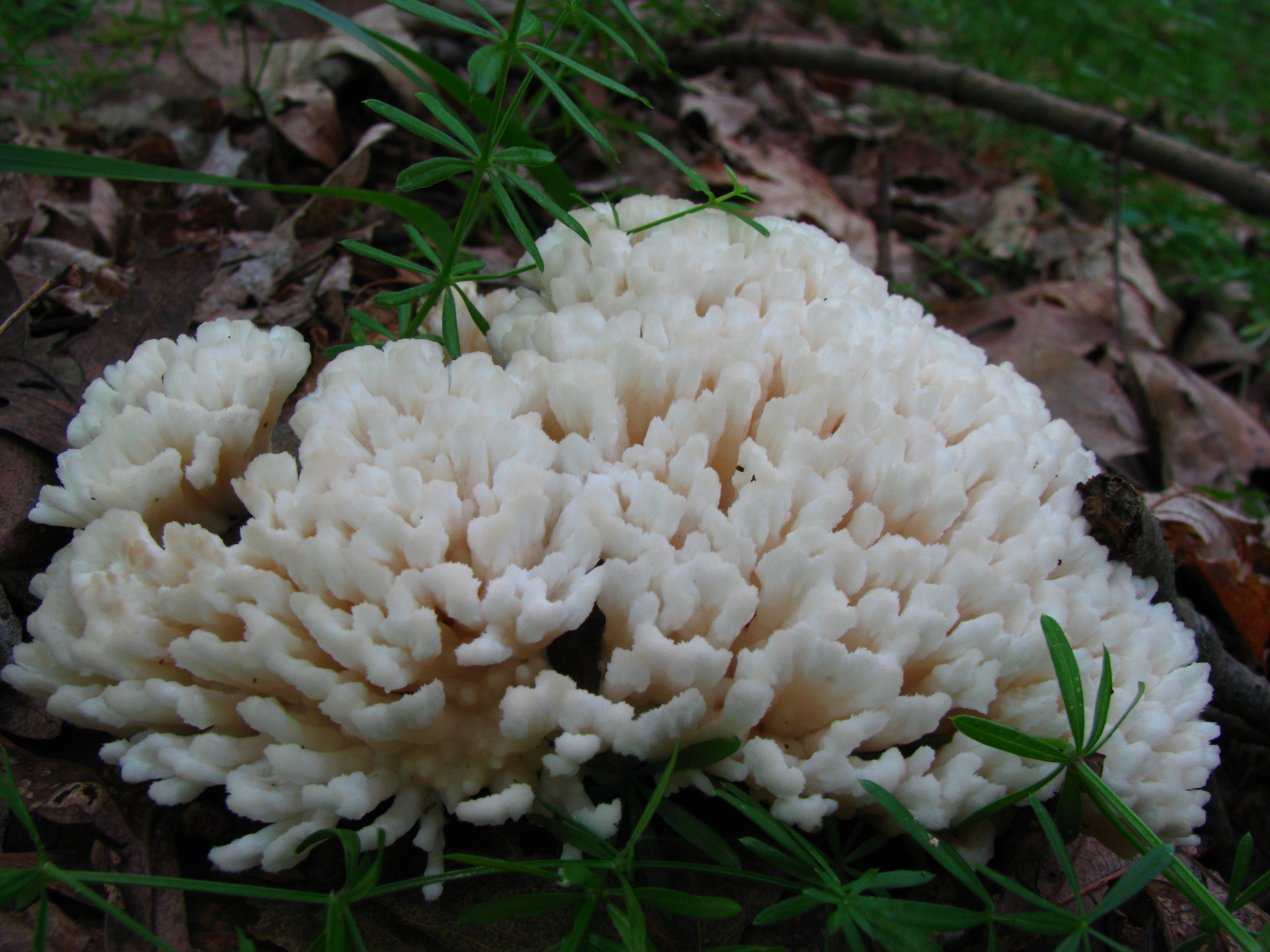
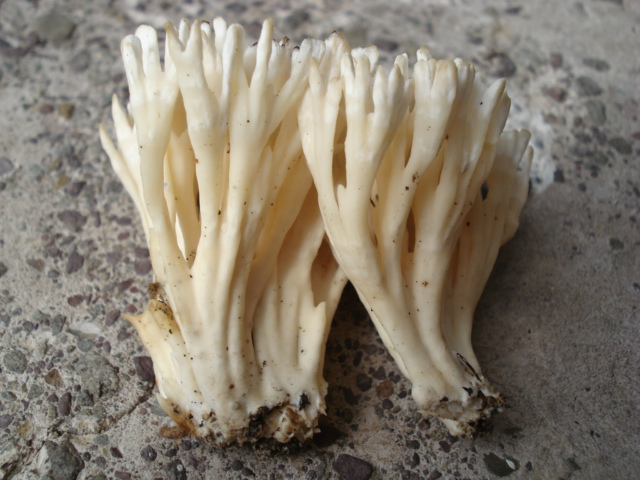
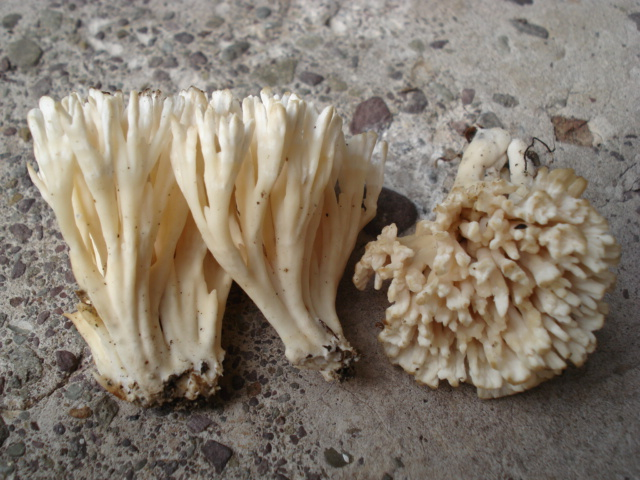
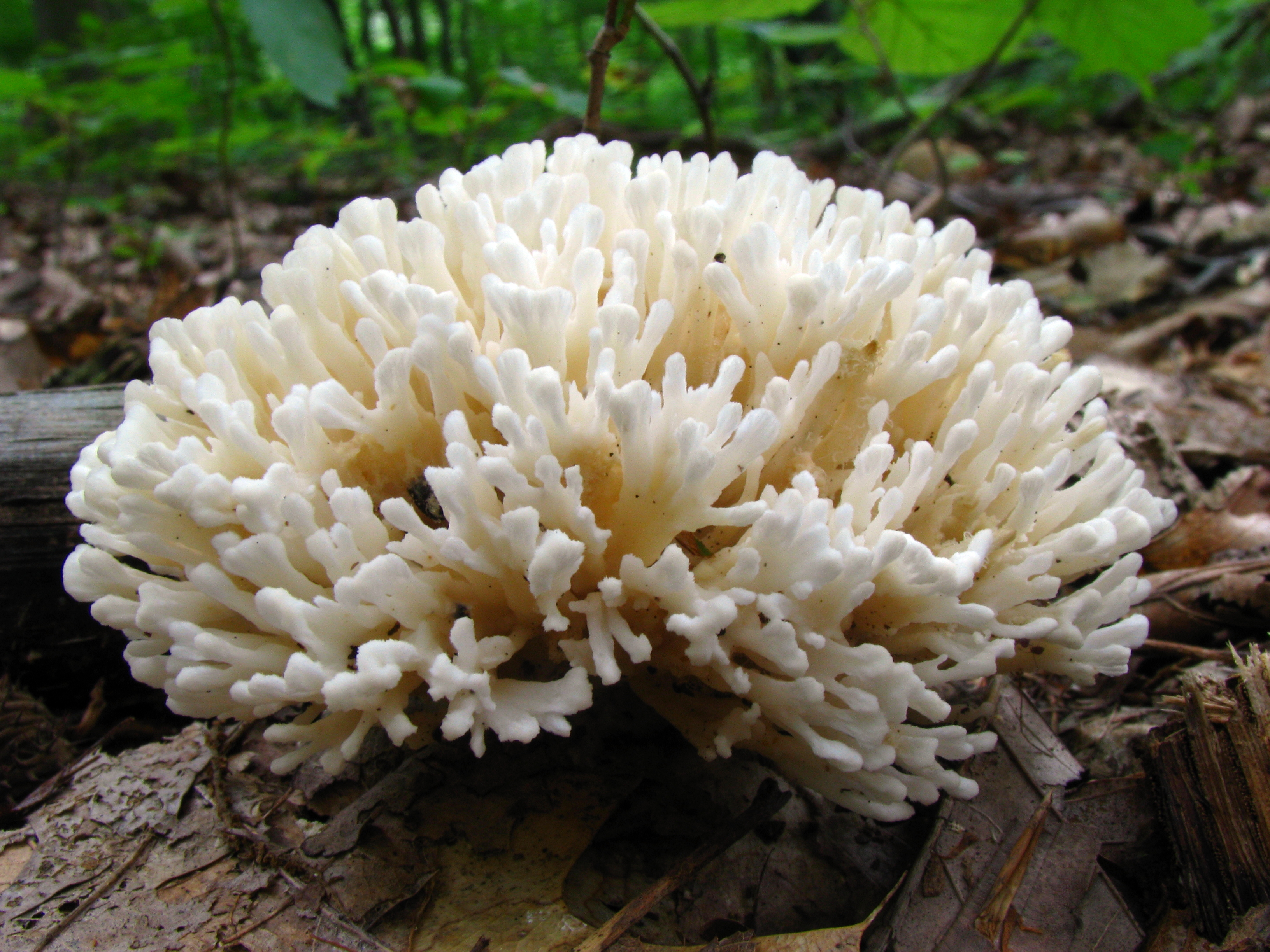
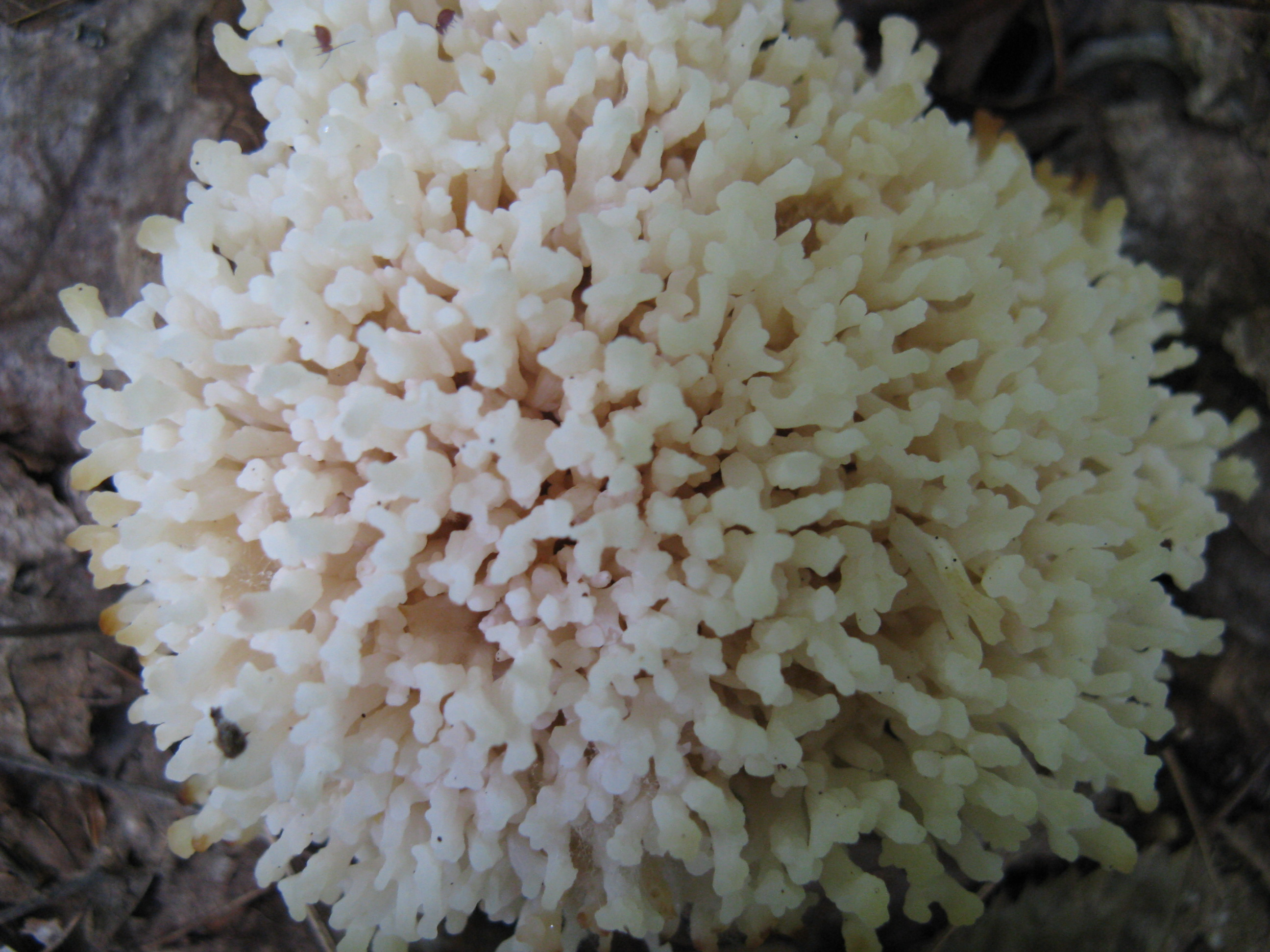
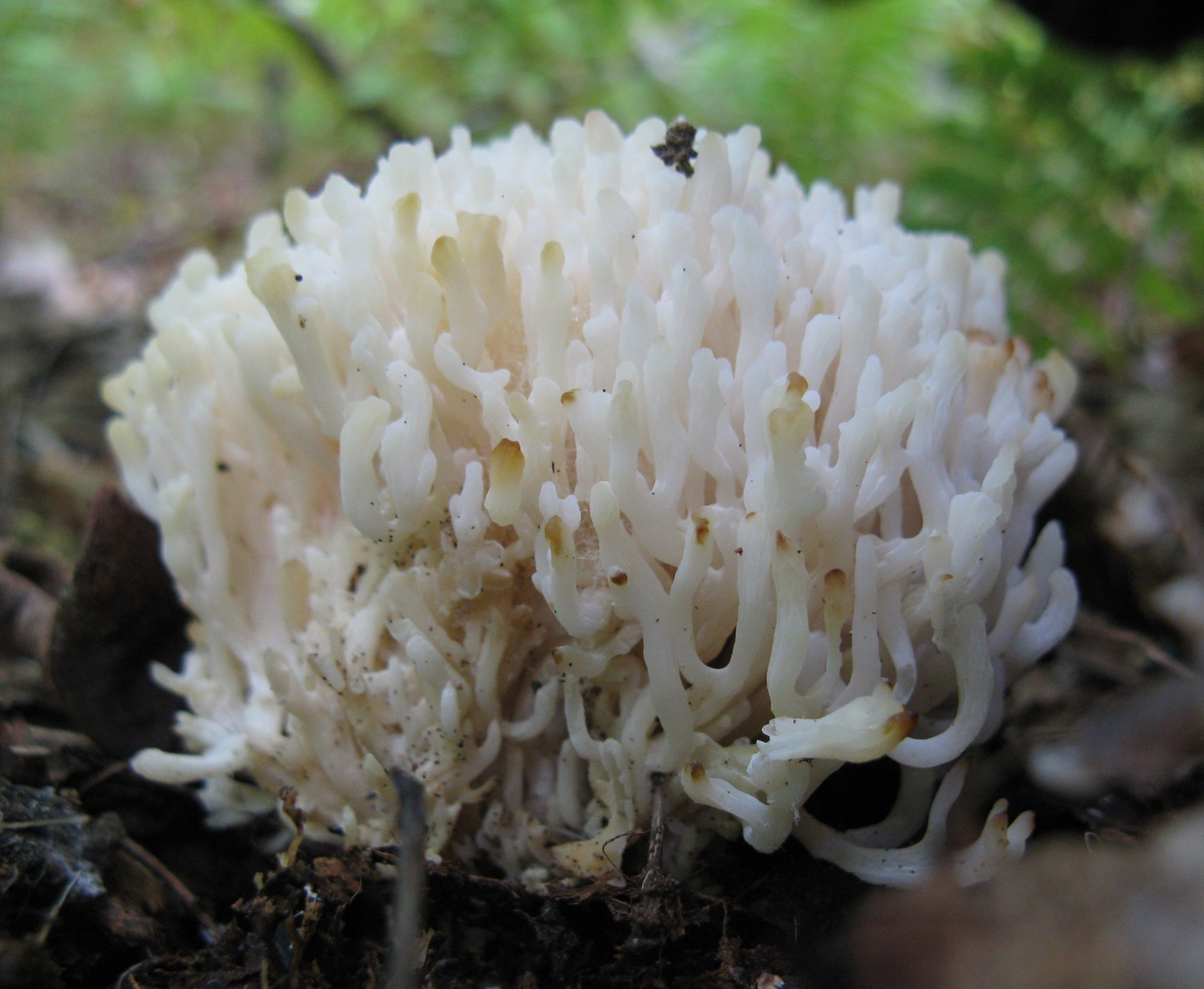